# Droga wojewódzka 432
Die Droga wojewódzka 432 (DW 432) ist eine 86 Kilometer lange Droga wojewódzka (Woiwodschaftsstraße) in der polnischen Woiwodschaft Großpolen, die Leszno und Września verbindet. Die Strecke liegt in der kreisfreien Stadt Leszno, im Powiat Leszczyński, im Powiat Kościański, im Powiat Śremski, im Powiat Średzki und im Powiat Wrzesiński.

## Streckenverlauf
Woiwodschaft Großpolen, Kreisfreie Stadt Leszno
-  Leszno (Lissa, Lissen, Polnisch-Lissa) (S 5, DK 5, DK 12, DW 309, DW 323)

Woiwodschaft Großpolen, Powiat Leszczyński
- Trzebania (Trebchen)
- Osieczna (Storchnest)
- Wojnowice (Schwedengrund)
- Kąty (Grünwinkel)

Woiwodschaft Großpolen, Powiat Kościański
- Czerwona Wieś (Rothdorf)
- Krzywiń (Kriewen, Kirchen)
-  Jerka (Jägern) (DW 308)

Woiwodschaft Großpolen, Powiat Śremski
- Dalewo (Bruchtal)
- Wyrzeka (Wirsen)
- Nochowo (Nochau)
-  Śrem (Schrimm) (DW 310, DW 434, DW 436)

Woiwodschaft Großpolen, Powiat Średzki
- Polesie
- Zaniemyśl (Santomischel)
- Luboniec (Lobenshöfen)
- Brzostek
- Chwałkowo (Marthashagen)
-  Środa Wielkopolska (Schroda, Neumarkt) (DK 11)
- Ruszkowo (Ruschkowo)
- Tadeuszewo (Heinrichsaue)
- Połażejewo (Pfohlsheim)
- Zberki (Marthashagen)

Woiwodschaft Großpolen, Powiat Wrzesiński
- Grzymysławice (Grimslau)
-  Września (Wreschen) (A 2, DK 15, DK 92, DW 442)